# Juan Zambudio Velasco
Juan Zambudio Velasco, más conocido como Velasco (Jumilla, Murcia; 14 de noviembre de 1922-Igualada, España; 21 de enero de 2004), fue un futbolista español. Jugaba de portero y desarrolló la mayor parte de su carrera profesional en el Fútbol Club Barcelona.

## Trayectoria
Inició su carrera en el Club de Fútbol Mollet, fichando en 1942 por el Fútbol Club Barcelona. Durante las siguientes 12 temporadas defendió la portería azulgrana, contribuyendo a la consecución de 5 Ligas, 3 Copas del Generalísimo, 3 Copas Eva Duarte y 2 Copas Latinas. En 1948  fue el portero menos goleado de la liga española, aunque en aquella época aún no se había instituido el Trofeo Zamora, que le fue reconocido con posterioridad por el Diario Marca.
Una lesión ocular le apartó de la titularidad en el club azulgrana y, una vez recuperado, no consiguió recuperar el puesto, defendido con éxito por Antoni Ramallets. En 1954 abandonó el Barcelona para recalar en el Centre d'Esports Sabadell Fútbol Club, donde se retiró un año después. Posteriormente, fue entrenador del club vallesano.

## Selección nacional
Fue internacional con la selección B de España en una ocasión. Nunca llegó a jugar con la selección absoluta. 

## Clubes
| Club                                  | País   | Año       |
| ------------------------------------- | ------ | --------- |
| Club de Fútbol Mollet                 | España | 1940-1942 |
| Fútbol Club Barcelona                 | España | 1942-1955 |
| Centre d'Esports Sabadell Fútbol Club | España | 1955-1956 |

## Palmarés

### Campeonatos nacionales
| Título                | Club                  | País   | Año  |
| --------------------- | --------------------- | ------ | ---- |
| Liga                  | Fútbol Club Barcelona | España | 1945 |
| Liga                  | Fútbol Club Barcelona | España | 1948 |
| Liga                  | Fútbol Club Barcelona | España | 1949 |
| Copa Eva Duarte       | Fútbol Club Barcelona | España | 1949 |
| Copa del Generalísimo | Fútbol Club Barcelona | España | 1951 |
| Liga                  | Fútbol Club Barcelona | España | 1952 |
| Copa del Generalísimo | Fútbol Club Barcelona | España | 1952 |
| Copa Eva Duarte       | Fútbol Club Barcelona | España | 1952 |
| Liga                  | Fútbol Club Barcelona | España | 1953 |
| Copa del Generalísimo | Fútbol Club Barcelona | España | 1953 |
| Copa Eva Duarte       | Fútbol Club Barcelona | España | 1953 |

### Copas internacionales
| Título      | Club            | Sede   | Año  |
| ----------- | --------------- | ------ | ---- |
| Copa Latina | F. C. Barcelona | Madrid | 1949 |
| Copa Latina | F. C. Barcelona | París  | 1952 |

### Trofeos individuales
| Título        | Club                  | País   | Año  |
| ------------- | --------------------- | ------ | ---- |
| Trofeo Zamora | Fútbol Club Barcelona | España | 1948 |